# باتريشيا بيرك
باتريشيا بيرك هي ممثلة إيطالية، ولدت في 1916 بميلانو في إيطاليا، وتوفيت في 23 نوفمبر 2003 في فرنسا.

## وصلات خارجية
- باتريشيا بيرك على موقع IMDb (الإنجليزية)
- باتريشيا بيرك على موقع أول موفي (الإنجليزية)
- باتريشيا بيرك على موقع قاعدة بيانات الأفلام السويدية (السويدية)
- باتريشيا بيرك على موقع قاعدة بيانات الفيلم (الإنجليزية)